# Šćepan Polje
Šćepan Polje (en serbe cyrillique : Шћепан Поље) est un village du Monténégro.

## Géographie
Šćepan Polje est situé sur le poljé de Šćepan, à la frontière entre la Bosnie-Herzégovine et le Monténégro. À la hauteur du village, les rivières Tara et Piva mêlent leurs eaux pour former la Drina.

## Histoire
Les ruines de la forteresse médiévale de Soko dominent le village. Fondée au début du XIVe siècle, cette forteresse fut la résidence de Stjepan Vukčić Kosača (1404-1466), grand voïvode de Bosnie. En 1465, les Ottomans s'en emparèrent et la détruisirent.
Jusqu'en 1973, l'activité de Šćepan Polje fut liée au transport du bois sur la Tara.

## Tourisme
Depuis 1989, le tourisme s'est développé dans le village, notamment le kayak et le rafting dans le canyon de la Tara. Outre les ruines de Soko, on peut visiter l'église orthodoxe Saint-Jean-Baptiste, située à proximité du village et construite par Stjepan Vukčić Kosača vers 1455 ; un monastère a été édifié autour de l'église.